# مقسم الجوهري
مقسم الجوهري هي إحدى القرى اللبنانية من قرى قضاء صيدا في محافظة الجنوب.